# پل هارتمن
پل هارتمن (به انگلیسی: Paul Hartman) (زاده ۱ مارس ۱۹۰۴-درگذشته ۲ اکتبر ۱۹۷۳) بازیگر آمریکایی بود.
از فیلم‌های معروف او می‌توان به بازی در فیلم عشق اشاره کرد.